# Abbaye de Cambron
Abbaye de Cambron is een Belgisch abdijbier gebrouwen in Brasserie de Cambron te Cambron-Casteau.
Het bier werd sinds 1974 in opdracht gebrouwen door Brasserie de Silly, te Opzullik als een etiketbier van Super 64 (amber, 5,4%). Dit bier draagt het label Erkend Belgisch Abdijbier sinds 1999. Het wordt verkocht op Cambron Park, de omgebouwde abdijsite te Cambron-Casteau. In de herfst van 1992 werd het domein verkocht en omgevormd tot een ornithologisch park met de naam Parc Paradisio (opening in 1993), waarvan de naam in 2009 veranderde in Pairi Daiza.
Het abdijbier wordt onder een nieuw recept sinds juni 2013 gebrouwen onder verantwoordelijkheid van de Henegouwse Brouwerij Dubuisson op de oude site van de Abdij van Cambron, waar een brouwcafé geopend is.

## Varianten
- Cambron Blonde, blond bier met een alcoholpercentage van 5,5%

- Cambron Brune, bruin bier met een alcoholpercentage van 8,5%

- Cambron Kriek, rood fruitbier
- Cambron Blanche, witbier